# La màgia de l'ordre. La novel·la
La màgia de l'ordre. La novel·la (イラストでときめく片付けの魔法, Irasuto de tokimeku katazuke no mahō) és una novel·la il·lustrada ideada per Marie Kondo, una experta en endreça de renom internacional i una icona de la cultura pop que ajuda la gent a transformar una llar desendreçada en un espai de serenor i inspiració, i dibuixada per Yuko Uramoto.
Aquest llibre tracta el mètode KonMari ideat per l'autora, un mètode que fomenta l'ordenació per categoria, no per ubicació. Insta a conservar només aquelles coses que arribin al cor de la persona i a llançar els objectes que ja no desprenguin joia. Cal agrair-los el seu servei i després deixar-los anar. És un mètode que dona una gran importància a ser conscient, introspectiu i a tenir visió de futur.
Aquest llibre és una adaptació gràfica de l'original, La màgia de l'ordre.

## Argument
El pis desendreçat i caòtic on viu la jove Chiaki és el reflex de la seva vida sentimental i la incertesa del seu futur. Però la Marie Kondo, la referència mundial de l’ordre, ajudarà la Chiaki a oblidar-se dels seus ex i a organitzar el seu espai vital amb una sèrie de lliçons tan divertides com esclaridores. Aconseguirà portar l’alegria a la seva vida?

## Publicació
L'editorial Ara Llibres va publicar aquesta novel·la en català el 18 de juny de 2018.
| Volum | Publicació         | ISBN                | Publicació         | ISBN                |
| ----- | ------------------ | ------------------- | ------------------ | ------------------- |
| 01    | 1 de gener de 2015 | ISBN 978-4763134271 | 18 de juny de 2018 | ISBN 978-8416915590 |